# Stephane Thibaud
Stephane Thibaud (1750 circa – 1800 circa) è stato un medico, botanico e anatomista francese.Fu accademico all'Università di Montpellier e fece pubblicare diversi suoi trattati di Botanica e Anatomia. 
Non fu particolarmente illustre nel suo secolo ma è possibile oggi riconoscerlo come uno dei primi uomini dell'età moderna a comparare le funzioni biologiche delle piante a quelle dell'uomo ed a congetturare le loro capacità sensoriali come dimostrato nel suo trattato Disquisitio Utrum in Plantis existat principium vitale principio vitali in animalibus analogum.